# Rubana Huq
Rubana Huq (nascida em 9 de fevereiro de 1964) é uma empresária, acadêmica universitária e poetisa de Bangladesh. Desde fevereiro de 2022, ela é vice-reitora da Asian University for Women (AUW). Ela é a presidente do Mohammadi Group, um conglomerado de Bangladesh. Ela foi destaque na BBC 100 Women em 2013 e 2014. Ela foi eleita a primeira mulher presidente da BGMEA, mandato entre 2019 e 2021.

## Infância e educação
Rubana Huq nasceu em 9 de fevereiro de 1964 em Dhaka, no então Paquistão Oriental (atual Bangladesh). Ela foi educada na Viqarunnisa Noon School e no Holy Cross College. Ela concluiu seu mestrado em literatura inglesa pela East West University em 2008 e seu doutorado pela Jadavpur University em 2018.

## Carreira
De 1995 a 2017, Rubana Huq atuou como diretora administrativa do Mohammadi Group, um conglomerado fundado por seu marido, Annisul Huq. Em 2017, ela se tornou presidente do grupo após a morte de Annisul. Ela atuou como CEO da TV Southasia de 2006 a 2010. Em 2019, ela se tornou a primeira mulher eleita presidente da Associação de Fabricantes e Exportadores de Roupas de Bangladesh (BGMEA - Bangladesh Garment Manufacturers and Exporters Association). Rubana Huq faz parte dos conselhos da BGMEA, da carta de moda da UNFCCC, da Universidade Asiática para Mulheres (AUW) e de Gono Sahajjo Shangstha (GSS). Em 15 de fevereiro de 2022, Rubana Huq tornou-se vice-chanceler da AUW.

## Prêmios e reconhecimentos
Rubana Huq foi reconhecida como uma das BBC 100 Women em 2013 e 2014. Em 2014, ela foi premiada com o DHL - Daily Star Bangladesh Business Award como uma das "Mulheres de Negócios Destacadas do Ano".

## Vida pessoal
Rubana Huq foi casada com Annisul Huq até sua morte, em 2017. Ela tem três filhos: Navidul Huq, Wamiq Umaira e Tanisha Fariaman Huq.